# Salamanca (Madrid)
Salamanca est un des vingt-et-un arrondissements de la ville de Madrid en Espagne. D'une superficie de 540,93 hectares, il accueille 143 598 habitants.

## Géographie
L'arrondissement est divisé en six quartiers (barrios) :
- Recoletos
- Goya
- Fuente del Berro
- Guindalera
- Lista
- Castellana

## Sociologie
L'arrondissement de Salamanca est connu pour être un quartier tranquille de la ville, résidence d'une population aisée. De nombreuses boutiques de luxe y attirent la clientèle espagnole venu faire des achats dans la capitale.

## Monuments
Le parc du Retiro borde le quartier. On y trouve aussi le Musée archéologique national de Madrid, la Bibliothèque nationale d'Espagne, plusieurs églises classés au titre de Bien d'intérêt culturel. La tour-minaret de la Casa Árabe de Madrid, d'architecture néo-mudéjar y apporte une touche d'exotisme.

## Lieux de mémoire
- Prison pour femmes de Ventas;
- Ancienne prison de Porlier[1].

## Personnalités liées au quartier
- Dolores Rivas Cherif (1904-1993), personnalité de l'exil républicain espagnol[2].
- Nieves González Barrio (1884-1961), pionnière de la pédiatrie en Europe, a ouvert son cabinet dans la rue Velázquez[3].